# Renacimiento
《Renacimiento》는 대한민국의 작곡가 겸 가수 윤상이 군 제대 후 1996년에 발표한 EP이다.

## 앨범
윤상이 군 입대전 솔로앨범을 통해 선보인 곡과 다른 가수에게 줬던 곡 중 일부를 선별해 편곡하고 포르투갈, 스페인, 프랑스 출신의 객원 보컬을 기용했다. 가사 역시 그 나라의 언어로 개사했다. 리메이크 이외에 신곡은 2곡이 수록되었다. 그는 자신의 음악이 외국인에게는 어떤 느낌을 주는 지, 그 나라의 가사를 붙이면 어떨지 궁금했고, 앨범 작업에 대해 만족한다고 밝혔다.

## 수록곡
전체 작곡: 윤상
| #             | 제목                                                           | 작사                 | 재생 시간 |
| ------------- | -------------------------------------------------------------- | -------------------- | --------- |
| 1.            | 〈Eco〉                                                        |                      | 1:10      |
| 2.            | 〈노래 1 - 벽〉 (featuring. Cecile)                            | 박창학               | 4:04      |
| 3.            | 〈Joined By The Heart〉 (Vocal : Banice Mckenzie, Ty Stephens) | Ty Stephens          | 4:00      |
| 4.            | 〈Domani Piove〉 (Vocal : Enrico Ruggeri)                      | Enrico Ruggeri       | 3:59      |
| 5.            | 〈I Giorni Della Musica〉 (Vocal : Enrico Ruggeri)             | Enrico Ruggeri       | 4:04      |
| 6.            | 〈S’Aimer En Silence〉 (Vocal : Cecile)                        | Cecile, Pierre Marie | 5:13      |
| 7.            | 〈Avec Toi〉 (Vocal : Cecile)                                  | Cecile, Pierre Marie | 3:09      |
| 8.            | 〈Tant Qu’Elle Est La...〉 (Vocal : Cecile)                    | Cecile, Pierre Marie | 4:25      |
| 9.            | 〈노래 2 - 배반〉                                              | 박창학               | 5:12      |
| 총 재생 시간: | 총 재생 시간:                                                  | 총 재생 시간:        | 35:16     |

- 〈Joined By The Heart〉의 원곡은 박주연 작사, 최진영 작곡으로 박주연의 두 번째 정규앨범 《아직도 너는......?》에 수록된 〈널 위한 내 노래〉이다. 원곡에서 윤상이 같이 듀엣을 하였다.
- 〈Domani Piove〉의 원곡은 《윤상 2 (PART 1)》에 수록된 〈가려진 시간 사이로〉이다.
- 〈I Giorni Della Musica〉의 원곡은 《윤상 1집》에 수록된 〈이별의 그늘〉이다.
- 〈S’Aimer En Silence〉의 원곡은 강수지의 다섯 번째 정규앨범 《SUSIE KANG 5》의 수록곡 〈아름다운 너에게〉이다.
- 〈Avec Toi〉의 원곡은 《윤상 1집》에 수록된 〈한 걸음 더〉이다.
- 〈Tant Qu’Elle Est La...〉의 원곡은 《윤상 2 (PART 1)》에 수록된 〈너에게〉이다.

## 참여
- 윤상 - 프로듀서, 편곡
- 박창학 - 프로듀서
- Shohei narabe - 편곡, 사진
- Mark coblin, 조규범 - 믹싱
- Bobby hata(On air Azabu Studio) - 마스터링
- Kurinami yujiro - 보조 기술
- Digitalian - 녹음, 믹싱 스튜디오
- 김현주, 최현정 - 국제 협조
- 홍혜정, 박준영 - 아트 디렉터